# Овсієвський Анатолій Леонідович
Анатолій Леонідович Овсієвський (16.03.1896 р., с. Сокиринці Прилуцького повіту Полтавської губернії) — сотник Армії Української Народної Республіки. 
Син сокиринського священника Леоніда Овсієвського, настоятеля церкви Св. Петра і Павла. Закінчив Полтавську гімназію та колегію П. Галагана, навчався в Петербурзькому та Київському університетах. Служив у 1-ій Туркестанській гарматній бригаді. Учасник Першої світової війни.
В Українському війську – від 06.04.1918 р., вартовий охорони Військового міністерства, пізніше старший осавул начальника канцелярії Військового міністерства УНР. Протягом липня 1920 — липня 1923 рр перебуває у списку старшин, зарахованих на дійсну українську військову службу та підвищених рангів: Овсієвський Анатолій, поручник, піхота — сотник.
По завершенні збройної боротьби інтернований у Польщу. Станом на 30.01.1922 р. навчався у Варшавському університеті на філологічному факультеті.